# Sericostola rhodanopa
Sericostola rhodanopa är en fjärilsart som beskrevs av Edward Meyrick 1927. Sericostola rhodanopa ingår i släktet Sericostola och familjen gnuggmalar. Inga underarter finns listade i Catalogue of Life.